# Undercover marketing
 (mai 2021).
- Si vous ne connaissez pas le sujet, laissez ce bandeau (vous pouvez alors contacter les auteurs).
- Si vous supprimez le contenu mis en cause (vous pouvez préalablement contacter les auteurs),

argumentez précisément cette suppression dans la page de discussion
(un manque de référence n'est pas un argument ; une recherche réelle de référence doit avoir été effectuée, être formellement documentée).
L’undercover marketing est l'ensemble des techniques utilisées par un annonceur pour approcher le consommateur dans son environnement, sans que celui-ci ait conscience d'une démarche commerciale.

## Pourquoi se cacher?
L'undercover marketing est une pratique qui consiste à faire de la publicité sans que le client ciblé ne se rende compte qu'il en est la cible. Cette technique permet de s'affranchir des règles qui s'appliquent à la publicité classique et à attirer la sympathie du client.

## Undercover on-line

### L’undercover on-lineavec intentions claires
L’undercover on-line avec intentions claires  va regrouper tout ce qui utilise le web pour promouvoir une marque, un produit, etc. sachant qu’il paraît utile de distinguer les techniques de promotion dans lesquelles l’émetteur du message est identifié et où l’annonceur essaie d’accentuer l’effet viral du web. Il le fait grâce à des parrainages (on fait venir un ami au magasin on a tous les deux un cadeau) des vidéos virales (petits spots drôles et très courts) ou des tentatives d’influence des blogosphères. Les marques importantes affectionnent également les sites web relationnels (ex : thé Lipton avec loisirsoutdoor.com), des activités ludiques (fromage La vache qui rit ) ou des conseils diététiques (céréales Kellogg's avec programmespecialk.com), sites qui recherchent la proximité avec le consommateur et la création d'une communauté. L’advertgaming est également à la mode (petits jeux proposés sur les sites des marques qui mettent en scène la marque ou visent simplement à divertir le e-consommateur).

### L'undercover on-line, avec intentions cachées
L’émetteur réel du message n’est pas identifié, il s'agit ici de « marketing furtif » (stealth marketing,). Un florilège de possibilités : sur un blog (en rémunérant le blogueur) sur des flogs (faux blogs), sur des « dark sites » (sites contrôlés de façon non officielle pour diffuser de l'information favorable ou dénigrer la concurrence) ou plus simplement en infiltrant les forums et newsgroups et en détachant un ou des individus sous de fausses identités dans ces espaces de discussion pour qu’ils y deviennent des leaders d’opinion. Les solutions ne manquent pas, on sait que des entreprises y recourent, que des livres et des articles en parlent depuis quelques années[Quand ?], mais il est évidemment impossible de donner une ampleur chiffrée du phénomène. Aujourd'hui, les commerces de faux amis Facebook, de likes, de followers Twitter ou Instagram, ou de vues sur YouTube ont pignon sur rue. Pour quelques dizaines d'euros, vous obtenez, en quelques heures, des milliers de clics venant d'Inde et du Pakistan. Une notoriété pas chère mais un gage de crédibilité auprès de ceux qui n'en connaissent pas la source.
 (juillet 2025).
Un couple vous aborde dans la rue pour que vous preniez une photo de cet amour irrésistible avec leur appareil dernier cri… Vous vous exécutez et là,  en quelques phrases, tout en vous remerciant, le garçon vous glisse deux ou trois arguments de vente fulgurants sur le fameux appareil. Rien d’extraordinaire, si le couple factice n’était pas rémunéré par la marque et si vous ne faisiez pas simplement partie des quotas qu’ils doivent « undercover marketer » par cette belle journée… Dans le film avec James Bond Casino royale, 9 produits Sony sont mis en scène avec un accord d’exclusivité demandant aux scénaristes de les intégrer dans le film dès l’écriture du scénario.

## Undercover off-line

### L’undercover off-line, avec émetteur identifié
L’undercover off-line, avec l’émetteur identifié n’a rien de vraiment nouveau (voir la course avec des valises dans Paris et le cochon à gagner lors de la sortie de la Traversée de Paris avec Gabin et Bourvil), mais une première catégorie dans laquelle l’émetteur du message est identifié plus ou moins clairement comme dans les publireportages, les magazines de consommateurs même s'ils n'ont plus la cote en ce moment (consumers magazines, l'entreprise crée son propre magazine, par exemple Colors (Benetton), Epok (Fnac, 600 000 ex.). Les partenariats avec des organismes publics ou privés, les relations publiques, les « événementiels », le « street marketing » (exemple : des véhicules aux couleurs de l’entreprise accompagnées d’hôtesses, des opérations de distribution d’échantillons à la sortie des lycées) bref, toucher le consommateur directement dans son quotidien pour l'informer sur une marque ou un produit, plus ou moins une partie de ce qu'on appelait « le hors-média ». Autre approche plus récente (pour des raisons techniques), l’occupation des espaces libres pour surprendre, les immeubles en réfection dont il faut dissimuler les travaux (bâches géantes Louis Vuitton), projections lumineuses sur façades, aménagement des arrêts de bus new-yorkais en mini salon (Ikea), on peut tout imaginer.

### L'undercover off-line, avec émetteur caché
L’émetteur réel du message n’est pas identifié et il s'agit alors de marketing furtif (stealth marketing). Par exemple, le principe du street furtif est de payer des individus pour qu’ils entrent en contact avec une population cible et qu’ils promeuvent un produit sans que les prospects le sachent. Dans le même registre, le placement de produit consiste à faire apparaître un produit ou une marque de façon « accidentelle » dans un film, à la télévision (pas en France jusqu’alors, le cadre réglementaire est donné par l'ARCOM), lors d’un événement, dans un jeu vidéo, un livre, un clip, utilisé ou porté par une star, un heureux hasard qui satisfait largement les annonceurs qui l’ont financé. Plusieurs niveaux de contractualisation sont utilisés aujourd’hui, par exemple au cinéma, le produit apparaît dans une ou plusieurs scènes du film, le produit apparaît tout au long du film lorsqu’il peut s’intégrer au scénario (meilleur espoir féminin de G. Jugnot avec L’Oréal dans le salon de coiffure), troisième niveau, le nom de la marque est cité par les héros (ex les chevaliers du ciel et Farenheight de Dior, le flacon apparaît, le nom est le code d’un des héros il est donc cité, écrit sur son casque et intégré au scénario). Les industries sont très friandes de cette pub alternative parce que justement la pub « traditionnelle » interdit ou réglemente ce qui concerne l’alcool et le tabac.

## Pour en savoir plus

#### Essais
- Marie Benilde, On achète bien les cerveaux.La publicité et les médias, Paris, Raisons d'agir, 15 février 2007, 160 p. (ISBN 978-2-912107-31-2),
- Viviane Mahler, Souriez, vous etes ciblés : la grande manipulation des consommateurs, Paris, : Albin Michel, 3 octobre 2007, 336 p. (ISBN 978-2-226-17940-1),

#### Articles
- Bernard Cova, « Cultiver les marques », EMS Editions,‎ 2017, p. 43-57 (lire en ligne),